# Мирослава Сопілка
Юлія Семенівна Мисько-Пастушенко, відома як Мирослава Сопілка (29 серпня 1897, Винники, Львівська область — 28 листопада 1937, Київ) — українська поетеса та письменниця розстріляного відродження.

## Біографія
Народилася 27 серпня 1897 року в передмісті Винників — Маріївці, поблизу Львова. Зростаючи у багатодітній сім’ї бідного селянина, вона отримала лише початкову освіту, але активно читала українських класиків. Згодом працювала модисткою (швачкою) і в львівській друкарні, де отримала вплив революційних ідей.
Одружилася з Михайлом Пастушенком, з яким мала дітей Богдана та Віру.  
В 1928 році в журналі «Вікна» були опубліковані її перші твори, що поклали початок її літературній кар'єрі. 
У кінці 1930 року переїхала в Радянську Україну, спочатку в м. Кам'янець-Подільський, де працювала у краєзнавчому музеї. Потім (1932) переселилась у Харків. Мирослава Сопілка була членкинею літературної організації «Західня Україна». Книга поезій «Роботящим рукам» (1931). Виступала і як прозаїкиня, залишивши велику повість «Затишне місто Забобонники».
12 травня 1929 року була серед засновників літературної групи «Горно» — з нею Василь Бобинський, Андрій Волощак, Олександр Гаврилюк, Ярослав Галан, Петро Козланюк, Ярослав Кондра, Ніна Матулівна, Степан Тудор.
В 1934 році оселилася в Ірпені. 
Мирославу Сопілку співробітники НКВС УРСР заарештували 16 серпня 1937 року, звинувативши в участі у «контрреволюційній націоналістичній терористичній організації, а також у проведенні шпигунської роботи за завданням однієї іноземної розвідки». Однак згодом звинувачення у шпигунстві та тероризмі прибрали.
За рішенням вищої двійки розстріляна в Києві 28 жовтня 1937 року. Приблизно за 10 днів до цього, 19 жовтня розстріляли її чоловіка Михайла Пастушенка, якого співробітники НКВС також звинуватили у тому, що «був агентом іноземної розвідки проводив в СРСР шпигунську роботу». Як склалась доля дітей – 10-річної Віри та 13-річного Богдана, невідомо. Найімовірніше її тіло було таємно поховане на території таємної спецділянки НКВС у Биківнянському лісі. Тривалий час про її долю нічого не було відомо, офіційно вважалось, що вона померла на засланні 18 листопада 1942 року.
У кінці 1950-х років у Хрущовську відлигу члени Спілки письменників домоглися посмертної реабілітації Мирослави Сопілки. Судово-слідчу справу переглянули у 1958 році. Участь у процесі реабілітації поетеси брали Олесь Гончар, Юрій Смолич. 
У місті Винниках є вулиця Мирослави Сопілки. Історія Мирослави Сопілки представлена у виставкових проєктах НІМЗ "Биківнянські могили" — фотодокументальних виставках "Слово, обірване у Биківні", "Розстріляна еліта". 
1973 року вийшла збірка вибраних творів Мирослави Сопілки «До сонця».